# Centro de Pesquisa Científica Nuclear de Yongbyon
A Centro de Pesquisa Científica Nuclear de Yongbyon ou simplesmente Central Nuclear de Yongbyon é a principal instalação nuclear de tipo militar na Coreia do Norte , e possui um reator Magnox de 50 MWe. Sua construção foi interrompida em 1994, quando lhe faltava um ano para ser concluído em conformidade com o acordo entre os EUA e a Coreia do Norte. Em 2004 as estruturas e tubulações haviam se deteriorado seriamente. Em 2013, a Coreia do Norte anunciou que retomaria as atividades no complexo nuclear após o acirramento de tensões com os EUA e com a Coreia do Sul. O enriquecimento de uranio feito no local está no centro do programa de armas nucleares norte-coreano.